# 鍾政勤
鍾政勤，暱稱旅遊鍾，為香港旅遊專家，多年來為中央電視台、鳳凰衛視、陽光衛視、哈爾濱電視台及無綫電視台等電視台策劃統籌文化旅遊記錄片，諸如《千禧之旅》、《極地跨越》（兩極之旅）、《走進非洲》、《中阿友好萬里行》（走進伊斯蘭）、《世界文明之路》、《電波聖火令》、《世界如此涼熱》（跨越百令海峽）等等。並於香港電子傳媒主持介紹旅遊好去處，又與旅遊業界、教育界策劃主題旅遊及遊學團隊。
旅遊鍾同時為不同旅遊組織的創辨人，其中於2010年有份成立旅遊網站TravelQnA，為讀者提供不同的旅遊資訊。